# Turrican

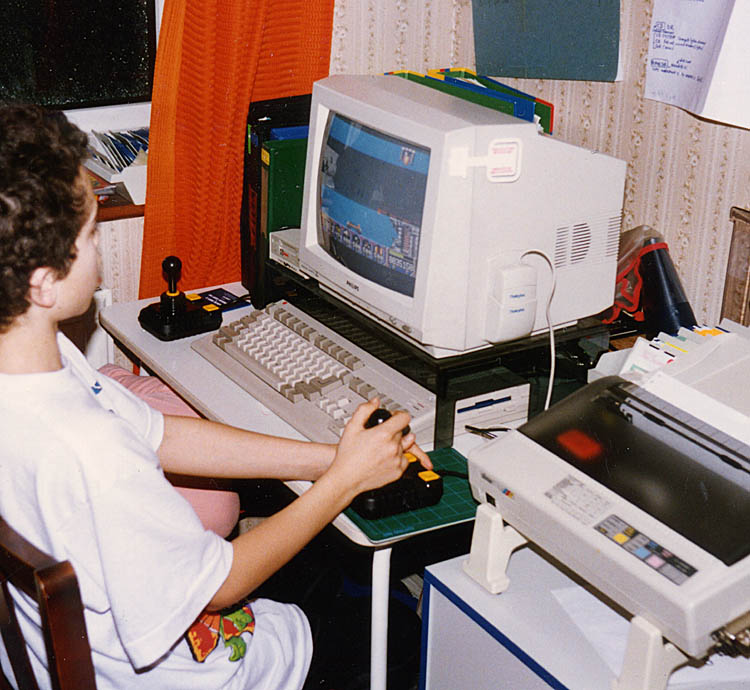
Fotografie eines jungen Amiga-Spielers aus England in den frühen 1990ern, welcher Factor 5s Turrican spielt.

Turrican ist der Name einer Reihe populärer Run-and-Gun-Computer- und Videospiele. In diesen steuert der Spieler eine Figur durch mehrere, in alle Richtungen scrollende Science-Fiction-Welten, um dabei mit futuristischen Schuss- und Laserwaffen gegen diverse Gegner und Endgegner zu bestehen. Der Spieler kann sich zudem in einen zermalmenden Wirbel verwandeln (3 × pro Leben möglich). Versteckte Boni, wie Extra-Leben und Waffen, Geheimgänge, sowie riesige Level sind ein Merkmal aller Turrican-Spiele.
Seit dem zweiten Teil der Reihe heißt der vom Spieler zu steuernde Held des Spiels Bren McGuire. Der Name Turrican bezeichnet den Anzug, den Bren trägt.
Das Spielprinzip ist nach Aussage von Trenz auch vom Data East-Arcade-Spiel Psycho-Nics Oscar inspiriert.

## Spiele

### Turrican
Mit Turrican auf dem C64 nahm die Spielreihe 1990 ihren Anfang. Es folgten Portierungen auf CPC, Amiga, Atari ST, CDTV, Mega Drive, Game Boy, PC Engine und Sinclair ZX Spectrum. 2021 folgte eine Portierung auf die Nintendo Switch und PlayStation 4 unter dem Namen Turrican Flashback.

#### Handlung
Ziel des Spiels ist es, durch eine Welt namens Alterra hindurchzugehen und den Endgegner Morgul zu finden und zu vernichten. Alterra wird beschrieben als eine von Menschen durch Bioengineering geschaffene Lebenswelt in einer nahen Galaxie, wo ein intelligentes künstliches Ökosystem erschaffen wurde (Morgul = Multiple Organism Unit Link) um die Planeten bewohnbar zu machen. Dieses System ist jedoch außer Kontrolle geraten, es wurde durch ein Erdbeben beschädigt und seine Funktionen haben sich daraufhin verselbstständigt. Der Spieler schlüpft in die Rolle des Helden (Turrican) und wird nach Alterra geschickt, um die Kolonie wieder für die Menschheit zurückzugewinnen.

#### Spielprinzip
Die C64-Version besteht aus 13 Levels, die in fünf Welten zusammengefasst sind. Diese umfassen eine Größe von insgesamt über 1300 Bildschirmen. Die Spielfigur muss über Plattformen und Abgründe gelenkt werden, wobei sie zahlreiche Powerups finden und aufsammeln kann, um das Waffenarsenal zu verbessern. Neben dem üblichen Schuss in Blickrichtung kann man sich in ein unbesiegbares Waffenrad verwandeln (Gyroscope, nur nach links/rechts steuerbar), eine Mine legen, Granate werfen, Energielinien in voller Bildschirmhöhe nach links und rechts abfeuern oder einen lenkbaren Blitz erzeugen, der von der Spielerfigur ausgeht und im oder gegen den Uhrzeigersinn gedreht werden kann. Mit letzterem ist es möglich, versteckte Blöcke zu finden, mit deren Hilfe man höhere Ebenen eines Levels erreichen kann oder weitere Powerups frei zu setzen. Die einzelnen Level enthalten zahlreiche Zwischen- und Endbosse mit stark unterschiedlichen Angriffsstrategien, denen man als Spieler mit entsprechenden Taktiken entgegentreten muss. Welt 3 enthält zudem auch zwei Autoscroll-Levels. Offensichtliche und versteckte Bonusräume erhöhen den Wiederspielwert des Spieles deutlich.

#### Entwicklung
Turrican wurde maßgeblich von Manfred Trenz entwickelt und von Rainbow Arts vertrieben. In diesem ersten Teil bleibt der Bezug des Namens sowohl im Spiel als auch in der Anleitung noch unerklärt. Spätere Teile der Serie beziehen den Namen Turrican auf den Helden des Spiels oder seine Rüstung. Etwas später als die C64-Version erschien die Amiga-Umsetzung. Das Titelbild des Spiels ist inspiriert vom Cover des Albums Kings of Metal der Metal-Band Manowar, das zwei Jahre zuvor erschien. Die Stimme im Intro der C64-Fassung lieh ein Bekannter von Trenz; Markus Wiederstein.
Für die C64-Version zeichnen die folgenden Personen verantwortlich:
- Spielidee, Programmierung und Grafik: Manfred Trenz
- Produzent: Marc A. Ullrich
- Musik: Ramiro Vaca, Stefan Hartwig, Michael Hendriks, Chris Hülsbeck
- Sound-FX: Adam Bulka
- Sound-Routinen: Chris Hülsbeck, Adam Bulka, Oliver Blasnik
- Digi-Routinen: Jeroen Tel
- Grafik: Andreas Escher

#### Rezeption
Der erste Teil erregte unter Spielern wie auch in Fachzeitschriften Aufsehen durch technische Perfektion und Grafiken, die viele auf dem C64 für unmöglich gehalten hatten. Auch die Portierung auf den Amiga war keine sonst übliche eher lieblose 1:1 Umsetzung, sondern grafisch und musikalisch eine Revolution. Sämtliche Coprozessoren (der Amiga hatte drei) wurden ausgereizt. Die neuen grafischen Möglichkeiten und der wesentlich größere Farbraum mit seinen dynamischen Anpassungsmöglichkeiten wurden erstmals bei einer Spielekonvertierung voll ausgereizt. Der große Abwechslungsreichtum des Spiels, die damals hohe Intelligenz der Gegner, die vielen durchdachten und ausbaufähigen Waffen sowie die sehr exakte und durchdachte Steuerung setzten neue Maßstäbe. Das Spiel war für lange Zeit das Maß aller Dinge und zumindest auf dem Amiga wurde diese perfekte Balance nur von Turrican II übertroffen.

### Turrican 2: The Final Fight

Logo vom Titelbildschirm von Turrican II, zu sehen das umgestaltete H zum T

Turrican 2 erschien erstmals im Jahr 1991 für Amiga und C64. Es wurde für CDTV, Atari ST, DOS, Amstrad CPC und Sinclair ZX Spectrum portiert.

#### Handlung
Im Jahr 3025 befindet sich das Flaggschiff der United Planets Freedom Force (UPFF), die „Avalon 1“, am Rande des bekannten Universums in der Galaxie Aldebaraan 42. Das Schiff hat den Auftrag, in unbekannte Regionen vorzustoßen, obwohl Gerüchte besagen, dass bereits andere Schiffe mit derselben Mission ausgesandt wurden und man dann nie wieder etwas von ihnen hörte. Die Besatzung ist jedoch zuversichtlich, denn das Schiff ist mit neuester Technologie ausgestattet und seine Mannschaft setzt sich aus dem Besten zusammen, was die Menschheit zu bieten hat. Kurz bevor die Avalon 1 jedoch die Reise antreten kann, wird sie von einem plötzlich aus dem Nichts auftauchendem, unbekannten Schlachtschiff kampfunfähig gemacht und von Mutanten geentert. Die Besatzung kämpft erbittert, jedoch kann sie dem nicht enden wollendem Ansturm der Horden nicht standhalten. Nur ein einziges Besatzungsmitglied überlebt den Angriff: Bren McGuire. Nachdem die Aggressoren und ihr Anführer „The Machine“ sich wieder zurückgezogen haben, begibt sich Bren McGuire in den Ausrüstungsraum, in dem sich die Turrican-Kampfanzüge befinden. Diese sind mit der allerfortschrittlichsten Technologie ausgestattet, die der Menschheit zur Verfügung steht. Bren McGuire steigt in einen dieser Anzüge und zieht in den Kampf, um Rache an The Machine zu nehmen und Frieden und Freiheit in der Galaxie wiederherzustellen.

#### Entwicklung
Die Amiga-Version wurde etwas früher als die C64-Version fertiggestellt. Die C64-Version ist laut Designer Manfred Trenz jedoch die „eigentliche Urfassung des Spiels, alles was dann kam oder noch kommt sind Konvertierungen, und nicht umgekehrt“. Eigens für diesen Teil entstand die so genannte 7-Voice-Routine für die Amiga 500- und Atari-ST-Version, welche von Chris Hülsbeck und Jochen Hippel gemeinsam programmiert wurde. Aus diesem Grund konnten der Soundtrack sowie die -effekte hörbar an Klangbreite gewinnen. Ab diesem Teil der Reihe heißt der Held des Spiels Bren McGuire, zumindest im Intro des Spiels. Die Anleitung nennt ihn Turrican.
- Design: Manfred Trenz, Andreas Escher, Holger Schmidt, Julian Eggebrecht
- Programmierung: Holger Schmidt, Thomas Engel (Atari ST) und Manfred Trenz (C64)
- Grafik: Andreas Escher, Manfred Trenz und Sven Meier (Atari ST)
- Cover: Celâl Kandemiroğlu
- Musik: Chris Hülsbeck (Amiga), Jochen Hippel (Atari ST), Markus Siebold und Stefan Hartwig (C64)

Eine Konvertierung für Mega Drive, SNES und Game Boy wurde beinahe fertiggestellt, kam dann aber auf Mega Drive und Game Boy leicht abgeändert als Universal Soldier – benannt nach dem gleichnamigen Film von Roland Emmerich – auf den Markt.
Die PC-Version von Turrican 2 kam wesentlich später mit mehr Farben (VGA = 256 aus 262144) (Amiga = 32 aus 4096), einer höheren Auflösung (VGA=640x400) und teils neu gezeichneten Grafiken auf den Markt. Das Spiel bekam hier etwas weichere Konturen und der Endboss vom ersten Level einen Irokesen-Haarschnitt statt Federn. Am Spielfluss selbst änderte sich darüber hinaus jedoch nichts.

#### Rezeption
Turrican 2 galt in Spieletests als eine gelungene PC-Konvertierung. Einigen gefiel aber auch der grobpixelige Stil der Amiga-Version besser, dieser war allerdings auch eher technisch bedingt als ein Feature.

### Turrican 3: Payment Daybzw.Mega Turrican
Der dritte Teil der Serie wurde initial für Sega Mega Drive entwickelt, es fand sich jedoch zunächst kein Publisher für diese Ausgabe. Daher wurde das Spiel 1993 zuerst für den Amiga veröfftlicht, unter dem Titel Turrican 3: Payment Day. Ein Jahr später folgte die Mega-Drive-Ausgabe unter dem Titel Mega Turrican. Die beiden Ausgaben unterscheiden sich lediglich spielerisch in einigen Details und hinsichtlich ihrer technischen Merkmale. Am 21. März 2008 wurde Mega Turrican erneut veröffentlicht, als Ausgabe für die Nintendo Wii. Es ist über die Virtual Console downloadbar.
- Vertrieb: Rainbow Arts/Factor 5/Softgold (Deutschland)/Renegade (Rest der Welt)
- Design: Frank Matzke, Thomas Engel, Julian Eggebrecht, Willi Bäcker und Lutz Osterkorn
- Programmierung: Peter Thierolf und Thomas Engel
- Grafik: Frank Matzke und Ramiro Vaca
- Cover: Celal Kandemiroglu
- Musik: Chris Hülsbeck

Auf dem Cover der Box schreibt sich der dritte Teil mit einer römischen Drei, im Spiel selbst mit einer arabischen. Auf dem Aufdruck der Diskette wurde als Untertitel des Spiels durch ein Versehen der des Vorgängers genannt – The Final Fight.

### Super Turrican
Die Super-Turrican-Teile waren eigenständige Entwicklungen für das Super Nintendo Entertainment System (SNES). Der erste Teil war Turrican 3 grafisch als auch spielerisch noch sehr ähnlich. In Super Turrican schlüpft Bren McGuire von der United Planet Freedom Force erneut in den Turrican-Kampfanzug, um dieses Mal den friedlichen Planeten Katakis aus den Klauen der finsteren Maschine zu befreien. Super Turrican erschien 1993 auf einem 4-MBit-Modul und ist seit dem 29. Februar 2008 ebenfalls als kostenpflichtiger Download für Nintendos Wii über die Virtual Console zu bekommen.
Neben dem SNES-Spiel gibt es auch ein eigenständiges Super Turrican für das NES, das vom Turrican-Erfinder Manfred Trenz praktisch im Alleingang entwickelt wurde. Es basiert grob auf den Levels der ersten beiden Turrican-Teile.

### Super Turrican2
Der zweite Super-Turrican-Teil enthält zahlreiche Mode-7-Effekte. Die Grafik ist abwechslungsreicher als die des Vorgängers, die Levels sind im Vergleich zu den anderen Teilen der Reihe sehr linear und es gibt nur wenige alternative Zielwege.

### Turrican 3D
Turrican 3D sollte ein für PC entwickelter und durch THQ veröffentlichter Third-Person-Shooter werden, ist aber nie fertiggestellt worden. Es existieren nur einige Screenshots und Videos, in denen zu erkennen ist, wie die Turrican-3D-Welt und die Hauptfigur ausgesehen hätten.
In einem Interview ließ Manfred Trenz, der Turrican 3D mit entwickelt hatte, verlauten, dass viele Mitglieder des Entwicklungsteams zu sehr auf „das große Geld“ aus gewesen seien und das Projekt aus diesem Grund gescheitert sei.

## Musik

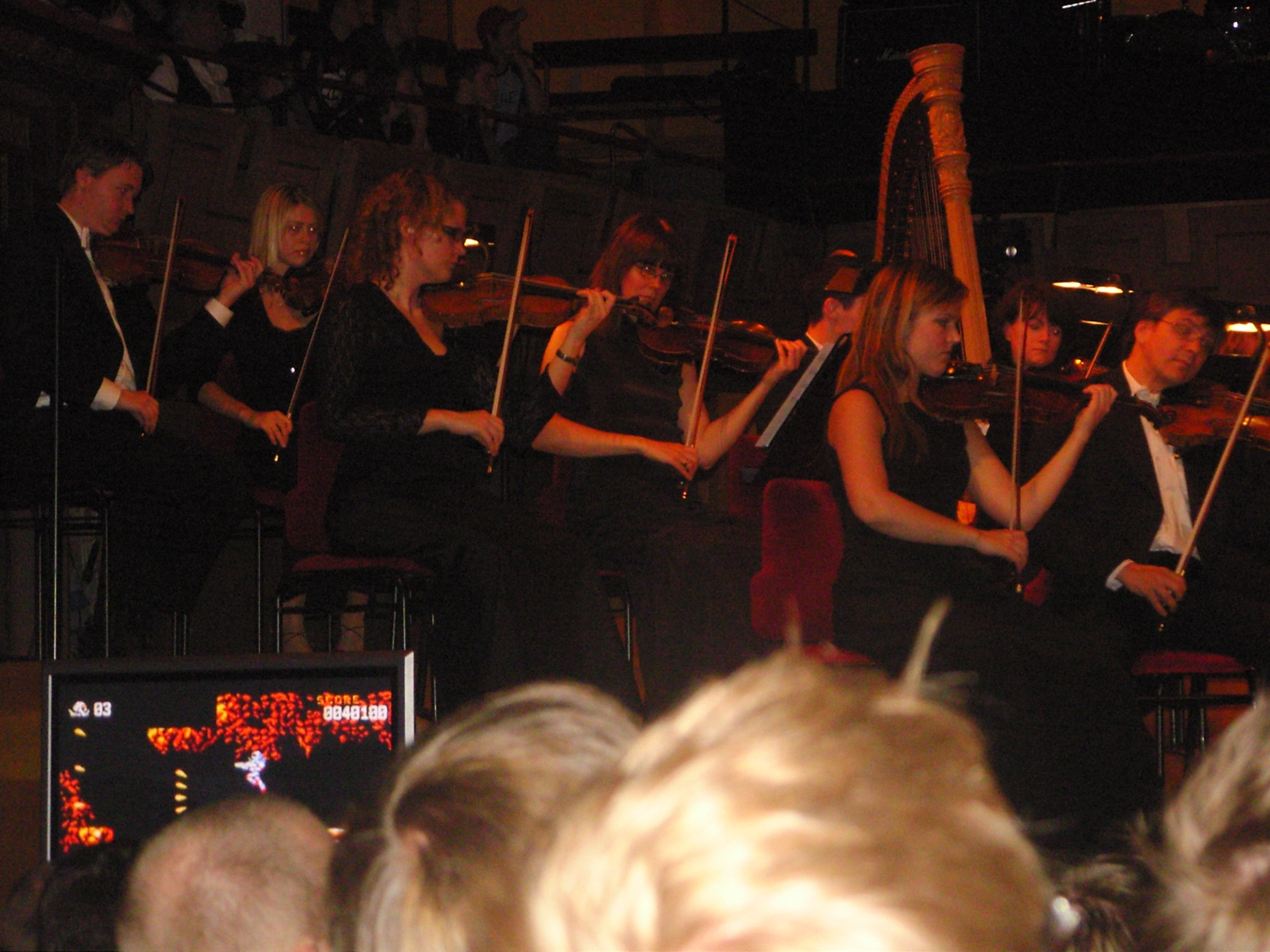
Live-Konzert des Turrican-Soundtrack mit klassischen Instrumenten. Links unten Bildschirm mit Turrican und dem Spielprotagonisten mittig im Bild.

Die Musik der Turrican-Reihe wird als eine der besten Arbeiten des Musikers Chris Hülsbeck angesehen. Auszüge aus dem Soundtrack aller drei regulären Teile wurden 1993 in überarbeiteter Form auch auf CD veröffentlicht. Ein Medley aus überarbeiteten Titeln aus Teil 1 und 2 findet sich bereits auf Hülsbecks erster CD Shades von 1991 (Dieser Titel ist als remasterte Version auch auf dem Turrican-Soundtrack von 1993 enthalten). Als Teil der Game-Concerts-Reihe im Gewandhaus Leipzig wurden ein Turrican 2-Medley (2004), ein Klavierarrangement-Medley mit Musik aus Turrican 3 (2006) und eine Orchesterfassung von Stücken aus Turrican 2 (2007) dargeboten. Weitere Abwandlungen von Themen aus Turrican 2 und 3 waren auf dem Symphonic Shades Tribut-Konzert an Chris Hülsbeck zu hören, das 2008 in Köln vom WDR Funkhausorchester und dem FILMharmonischen Chor aus Prag im Funkhaus Wallrafplatz aufgeführt wurde. 2012 startete Hülsbeck erfolgreich ein Crowdfunding-Projekt auf der Plattform Kickstarter, um eine mehrere CDs umfassende Kollektion zu finanzieren. Die Turrican Soundtrack Anthology erschien 2013 auf insgesamt vier CDs.

## Nachfolger

### Thornado
Schon auf dem Nintendo 64 startete Factor 5 die Entwicklung eines anderen dreidimensionalen Turrican-Nachfolgers. Das Spiel erhielt den Titel Thornado, da man sich mit den damaligen Rechteinhabern des Markennamens Turrican nicht einigen konnte. Die Veröffentlichung von Thornado wurde immer wieder verschoben, später sollte es dann auf dem Nintendo GameCube erscheinen und mittlerweile liegt es laut der letzten diesbezüglichen Informationen auf Eis. Details über das Spiel sind fast keine bekannt. In der Ausgabe 12/97 des mittlerweile eingestellten Videospielemagazins Mega Fun sind drei Screenshots der Nintendo-64-Version zu sehen.

### Turrican Rebirth
In einem Interview im Retro Gamer Magazin Ausgabe 02/2013 erwähnt Julian Eggebrecht Planungen zum Nachfolger mit dem Projektnamen Turrican Rebirth.

### Inoffizielle Nachfolger / Klone
T2002
Zum Jahresende 2002 erschien T2002 als Remix von Turrican 2 auf dem PC. Diese von Hobbyprogrammieren erstellte Umsetzung enthält neue Level und ist Freeware. Später kam ein Leveleditor hinzu, eine Version für den Game Boy Advance ist in Arbeit. Ein Turrican-Ableger ist mittlerweile auch für Java-Handys verfügbar. Auch existiert ein nur 32 kB großes Demo/Mini-Spiel, welches im Rahmen der Demoszene entwickelt wurde, Turrican32k.
Turrican 3 (C64)
Turrican 3 für den C64 wurde am 28. August 2004 auf der Demoparty Evoke von der Gruppe Smash Designs veröffentlicht und hat spieltechnisch nichts mit den Amiga- und Mega-Drive-Versionen zu tun. Die Musik ist jedoch in Auszügen eine Umsetzung (Medley) der Spielmusik der originalen Amiga-Turrican-3-Version bzw. Super Turrican auf dem Super Nintendo Entertainment System (SNES) und keine vollständige Eigenentwicklung.
T4 Funeral
Ein weiterer Turrican-Clone ist das Spiel T4 Funeral für Windows, das auf der T2002-Engine aufbaut. Es ist ein völlig neu designtes Turrican-Spiel mit neuen Grafiken, Musik und Levels. Das Spiel ist als 58 MB großer Download verfügbar.
Hurrican
Eine Hobbyprogrammierergruppe namens Poke53280 veröffentlichte 2007 nach fünfjähriger Entwicklung unter dem Namen Hurrican, dem ursprünglichen Arbeitstitel von Turrican, einen weiteren inoffiziellen Turrican-Nachfolger. Diese Version ist der erste Vertreter der Serie, welcher einen 2-Spieler-Modus enthält, auch errang Hurrican 2008 im Indie-Game-Showcase-Wettbewerb den zweiten Platz.
Ursprünglich als Freeware veröffentlicht wurde 2012 der Quelltext von Hurrican  freigegeben und hat inzwischen ein zentrales Repository auf Sourceforge erhalten. Die Benutzergemeinde arbeitet an Portierungen auf weitere Plattformen und hat z. B. MacOS und Pandora Builds erstellt. Auch für AmigaOS 4.1, MorphOS und AROS gibt es Portierungen.